# Carmageddon
Carmageddon (juego de palabras del inglés car, "coche", y Armageddon, "Armagedón") es un videojuego de combate en vehículos creado en 1997 que destacó por incluir una proporción importante de violencia en su modo de juego. El juego tiene como misión principal acabar la carrera o destrozar los coches de los contrarios, no obstante la matanza de peatones es un aliciente. En su época sufrió duras críticas que irónicamente lo llevaron a los primeros puestos de ventas. El juego fue producido por Stainless Software y publicado por Interplay y Sales Curve Interactive (SCi).
El juego está basado en la película del director Paul Bartel de 1975, Death Race 2000, que fue protagonizada por Sylvester Stallone y David Carradine.

## Historia
Se piensa que el juego está basado en varias películas pero principalmente el inicio de todas ellas puede ser un relato llamado El Corredor (The Racer) que se estrenó en 1956. El autor fue Ib Melchior y a partir de este relato Robert Thom y Charles Griffith realizan el guion para la película Death Race 2000 dirigida por Paul Bartel en 1975.
Además de Death Race 2000, otra película de inspiración para Carmageddon fue Mad Max en la cual aparecen coches similares a los utilizados en el juego. Así el juego se comenzó como "3D Destruction Derby" como un prototipo de Stainless Software. En 1995, Sales Curve Interactive firmó la publicación del juego que debía usar la licencia de Mad Max pero finalmente utilizó la del Death Race 2020 como una secuela de la película original, lo que introdujo el poder atropellar a personas en el juego.
Cuando la licencia de Death Race 2020 también fracasó, Sales Curve Interactive y Stainless Software, tomaron la decisión de continuar con el juego de todas maneras, sin licencia. Se creó el nombre de "Carmageddon" y se dio libertad en la creación del juego a los diseñadores.
Debido a la censura que hubo tras la publicación del juego por ser sangriento y poco educativo, SCI decidió crear un Carmageddon censurado, esta vez, en vez de peatones de carne y hueso debemos atropellar zombis. En muchos países el juego sin censuras estaba prohibido por lo cual hacerse con el Carmageddon original no era nada fácil. El juego tuvo problemas con el mercado italiano, suficientes para ser discutido en el Parlamento.

## Descripción
Al comienzo del juego uno puede seleccionar:
- un coche veloz y débil (Hawk) conducido por Die Anna.
- un coche más lento pero resistente (Red Eagle) conducido por Max Damage.

Para ganar el Carmageddon se deben completar todas las carreras, y para completarlas se puedes optar de 3 maneras distintas: 
- atropellar a todos los peatones (que en esta versión son sprites)
- completar los Checkpoints
- destruir los coches restantes

Cabe destacar que en la pantalla aparecía la imagen del conductor de una manera muy lograda para la época, dando la sensación de que era un video dentro de la cabina, ya que hablaba y decía tacos (en inglés), se podía ver en tiempo real sufrir al piloto las sacudidas o frenazos del coche. Cuando frenábamos el vehículo con el powerup "Freno de Mano Instantáneo" Max o Anna vomitaban sobre la Prat-Cam (Cámara Primer Plano). Este efecto no se repitió en ningún Carmageddon posterior al Splat Pack.
El juego posee una dificultad por encima de la media de los juegos de la época, aunque se puede disminuir. Además posee un modo replay con varias cámaras para grabar y ver los mejores momentos. Otra opción para acabar el juego es pulsar Control-A, o Esc y después escoger "Abort Race" (Terminar Carrera) y así acabará la carrera en juego, y se podrá escoger otro circuito si se desea.
En el comienzo se dispone de unos créditos que habrá que emplear en preparar o reparar el coche comprando las piezas necesarias. En caso de no tener dinero el juego se acabará al no disponer del capital suficiente. Si esto pasase durante la carrera, ésta continúa para dar la opción de conseguir el dinero antes de terminar. Los créditos se consiguen durante las carreras y no importa el tiempo que dediques a conseguir dinero porque con él se pueden comprar recambios para mejorar el coche o conseguir un coche nuevo de un rival que se haya destrozado y esté más bajo en el ranking.
El objetivo es subir en el ranking, ya que éste es el que te permite participar en unas u otras carreras de mayor prestigio. En el inicio, nuestro ranking será el 99.

## Secuelas

### Carmageddon II: Carpocalypse Now
En el año 1998 comenzó a venderse la segunda parte del Carmageddon titulada Carpocalypse Now, como parodia al film "Apocalypse Now". En esta segunda versión solamente podemos optar al comienzo por el auto de Max Damage pero en su tercera versión, Eagle MK3. En este juego una vez que se haya destruido un vehículo del oponente se puede comprar a un precio determinado. En esta segunda parte ya no se puso la cámara dentro del auto.
Al igual que la primera parte se podía acabar el juego de tres maneras.

### Carmageddon TDR 2000
Carmageddon TDR (Total Destruction Racing) 2000 comenzó a venderse a finales del 2000. Obviamente la compañía que se encargó de producirlo fue SCI, pero fue diseñado por Torus Games con lo que perdió mucho trasfondo de Carmageddon y debido a inclusiones de una historia, junto con muchos cambios en el modo de juego, no agradó mucho a los fanes de los clásicos.
Carmageddon TDR 2000 tuvo mucho éxito, tanto que se creó hasta una historieta protagonizada por Max Damage, un cómic contado en 12 minicapítulos creado por Tozzer.

### Carmageddon 4
Aunque SCi comunicó que se iba a desarrollar Carmageddon 4 para finales del 2005, la producción fue cancelada. Se tiene muy poca información sobre las razones de la cancelación y por qué SCi mantiene paralizado el desarrollo. Se puede encontrar información en los foros especializados o en los clubs de fanes, aunque en su mayoría puedan ser rumores. Lo cierto es que se desconoce el futuro de esta entrega y no se ha hecho ninguna declaración sobre este suceso desde su cancelación.
Por ahora, hay hecho un juego llamado "Crash Day" que utiliza el motor gráfico de Carmageddon 4, con lo que los excelentes gráficos y batacazos del Crash Day serán como mínimo los que veremos en el Carmageddon 4.
El 23 de mayo de 2011, la página web oficial (Carmageddon.com) se reactivó mostrando una cuenta atrás que llega a cero el 1 de junio de 2011. La página está registrada a nombre de Square Enix, que adquirió SCi en el pasado y por lo tanto los derechos sobre la saga (2)

### Carmageddon: Reincarnation
Tras la cancelación de Carmageddon 4 Stainless Games Ltd recuperó los derechos de la franquicia. Retomó el proyecto de Carmageddon con una revisión técnica y gráfica del juego original, dándole el nombre de Carmageddon: Reincarnation.
El juego tendrá gráficos actualizados a la potencia de los sistemas actuales y los vehículos y escenarios serán más complejos y detallistas. Aunque el espíritu del juego es mantener la esencia original, se añadirán nuevos vehículos, mapas e ítems que modificaran el coche o las reglas físicas durante el juego. En la página oficial Carmageddon.com se realizan actualizaciones sobre el progreso del proyecto.
Con la intención de mantener toda la independencia posible en el proyecto, Stainless Games Ltd anunció el proyecto en la página de financiación en masa Kickstarter.com el 8 de mayo de 2012, consiguiendo el objetivo de 400.000 dólares el 27 de mayo y obteniendo un total 625.143$.
Se prevé que el juego saldrá a la venta en la segunda mitad de 2013 y será distribuido por plataformas digitales de distribución.

## Extensiones

### Carmageddon "Splat Pack"
El juego tuvo tanto éxito que Interplay creó una expansión llamada Carmageddon Splat Pack en 1998, la cual contenía nuevos vehículos, peatones y niveles para la conducción. Los requisitos mínimos del parche son los siguientes: P90, 16 MB y MS-DOS 6,2 y el Carmageddon original instalado en el ordenador. La calidad gráfica con respecto al juego original se eleva (aunque los peatones siguen siendo sprites).
Los vehículos principales son versiones mejoradas de los vehículos seleccionables en el Carmageddon original, sus nombres son: Red Eagle 2 and Hawk Deluxe.
La expansión también fue censurada y los peatones humanos fueron cambiados por zombis o robots.
Uno de los niveles más increíbles es "Ring of fire", donde podemos conducir nuestro vehículo en el infierno donde Lucifer reposa jugando a su juego favorito (Carmageddon obviamente).
La expansión da soporte a tarjetas 3dfx. La dificultad no aumenta ni disminuye con respecto al juego original.

### Carmageddon "Max Pack"
Este pack trae el Carmageddon original, el Splat Pack y otras características especiales como el Keyring (un llavero de cuero con una medalla con el logo de Carmageddon) y el Mousemat (una alfombrilla de ratón con la imagen de la caja del primer juego). Esta versión está censurada por lo que es muy difícil de conseguir.
Este pack se vendía en algunos casos unido con el "Carmageddon Level Pack 8", un pack que traía varios niveles, algunas utilidades y cheat codes (trucos), la mayoría se podían encontrar en distintas webs.

### Carmageddon Nose Bleed Pack
Este pack desarrollado por SCi y Torus Games para el Carmageddon TDR 2000 comenzó a venderse en diciembre del año 2000. El pack trae nuevos vehículos y nuevos mapas. También en el pack vienen varios niveles para jugar en línea.

## Consolas

### Carmageddon para Playstation
El primer Carmageddon que salió para consolas fue el de Playstation en septiembre de 1999. Esta versión para consolas fue producida y distribuida por SCI y contenía 10 niveles totalmente nuevos que incluían el Aztec y el Ski resort, 10 vehículos creados especialmente para Playstation y nuevas misiones con una dificultad por encima de la media.
Carmageddon para Playstation tenía como personaje principal a Max Damage, pero su vehículo esta vez era el Eagle MK3 con algunos cambios en la carrocería; además Die Anna no aparece en el juego, solo hace acto de aparición su vehículo de Carmageddon 1.
El aspecto gráfico está entre el de la primera versión de Carmageddon para PC y la segunda versión.
Para evitar críticas, los peatones humanos fueron cambiados por zombis y, para mejorar la jugabilidad, se incluyeron varios estilos de juego que permitían dos jugadores simultáneos. El juego no tuvo tanto éxito como las distintas versiones de Carmageddon para PC.

### Carmageddon 64
Esta versión del Carmageddon para Nintendo 64 fue lanzada en 1999. El Carmageddon 64 se caracterizaba por tener la mayoría de los vehículos del Carmageddon 2 con solo 1 auto original (el vehículo de los helados) y un coche del Carmageddon 1 (el Caddy Fat Cat conducido por Otis). 
Los niveles eran los mismos del Carmageddon 2 pero con algunos pequeños cambios, además se incluyó un nivel del Carmageddon 1. Las misiones eran totalmente originales y no llegaban a tener tanta dificultad como las del Carmageddon para PC. Al comienzo del juego podías elegir el Eagle MK3 (manejado por Max Damage) o el Hawk de Die Anna del Carmageddon 2. Los peatones de carne y hueso fueron remplazados por zombis que al chocarlos te destruían un poco el vehículo. En Alemania, sorprendentemente, se llegaron a cambiar los zombis por Dinosaurios con sangre verde.
Al igual que la Playstation se podía jugar de a dos a través de distintos modos de juego. Una característica especial era que se podía jugar una versión "Arcade" donde hacíamos todas las carreras seguidas y si perdíamos teníamos que comenzar desde 0 y una versión de entrenamiento ambientada en un nivel original donde se enseñaba a jugar.
En cuanto al apartado técnico: la calidad gráfica era muy baja en comparación con los demás juegos de Nintendo 64 y la mayoría de los niveles tenían muy pocos detalles.

### Carmageddon para Game Boy Color
Este Carmageddon salió a la venta a principios del año 2000 a través de la unión de Titus con SCi Entertainment Group. Poseía los mismos vehículos del Carmageddon 2 y como la mayoría de las versiones del Carmageddon el vehículo principal era el Eagle MK3 conducido por el enfermizo Max Damage. El vehículo de Die Anna era el Eagle MK3 con color naranja.
Solamente hay una vista del juego que es desde arriba, si bien es distinta a la clásica vista después de un corto lapso de tiempo uno se termina acostumbrando. Los peatones son zombis o robots, dependiendo de la versión del juego. Hay carreras y misiones totalmente creadas para este juego. Los niveles son originales y no muy extensos. El apartado gráfico es bueno y se acopla al juego en sí, aunque pasa de ser en 3D a ser una visión aérea.
El juego solo acepta un único jugador y no hay muchas opciones de juego. Un aspecto interesante es que se podía optar por varios idiomas, entre ellos el español.

### Carmageddon 2D
Este nuevo Carmageddon comenzó a venderse a principios de agosto del año 2005. Fue uno de los cinco finalistas del "E3 2005 Editors' Choice Awards".
Esta versión fue desarrollada por Kayak Interactive y es solo para teléfonos móviles compatibles con juegos Java (la mayoría de los móviles). Es un juego un poco soso y con gráficos estilo Carmageddon de GameBoy Color.
El juego posee 6 modos distintos de juego, 4 autos originales (el auto conducido por Max es un Eagle MK3 renovado llamado "Hellfire") y 36 carreras completamente nuevas. La vista es desde arriba, al estilo GTA2.

### Carmageddon 3D
Es el segundo Carmageddon para móviles, esta vez el juego es en 3D y es exclusivamente compatible con los teléfonos que tengan el Sistema Operativo Symbian. Se puede adquirir a través de alguna página web con el envío de un mensaje de texto a un número corto. Tiene varios coches y pistas y si tiene peatones pero son zombis. El sonido es característico del Carmageddon 2.

### Carmageddon para Gizmondo
Gizmondo fue una consola portátil con capacidad para juegos 3D que quebró en febrero de 2006 sin llegar a distribuirse en España. Uno de los 40 (más o menos) juegos que iban a sacar era Carmageddon, un remake de la primera versión de Carmageddon con toda su potencia gráfica y jugabilidad en una consola portátil.

## Música
En Carmageddon I y II, las bandas sonoras que han sido utilizadas para los juegos han sido de los grupos: Fear Factory y Iron Maiden.